# Epallage
Epallage là một chi thực vật có hoa trong họ Cúc (Asteraceae).

## Loài
Chi Epallage gồm các loài: